# Olympische Winterspiele 2022/Freestyle-Skiing – Aerials (Männer)
Der Aerials-Wettkampf der Männer bei den Olympischen Winterspielen 2022 wurde vom 15. bis 16. Februar im Genting Skiresort ausgetragen.

## Ergebnisse

### Qualifikation
15. Februar, 19:00 Uhr (Ortszeit), 12:00 Uhr (MEZ)

#### Qualifikation 1
| Rang | Athlet                 | Nation             | Punkte | Anm. |
| ---- | ---------------------- | ------------------ | ------ | ---- |
| 1    | Qi Guangpu             | China              | 127,88 | Q    |
| 2    | Jia Zongyang           | China              | 125,67 | Q    |
| 3    | Noé Roth               | Schweiz            | 123,08 | Q    |
| 4    | Eric Loughran          | Vereinigte Staaten | 121,24 | Q    |
| 5    | Oleksandr Abramenko    | Ukraine            | 120,36 | Q    |
| 6    | Christopher Lillis     | Vereinigte Staaten | 119,91 | Q    |
| 7    | Stanislaw Nikitin      | ROC                | 119,47 |      |
| 8    | Justin Schoenefeld     | Vereinigte Staaten | 118,59 |      |
| 9    | Ilja Burow             | ROC                | 117,65 |      |
| 10   | Stanislau Hladtschanka | Belarus            | 115,49 |      |
| 11   | Miha Fontaine          | Kanada             | 115,05 |      |
| 12   | Wang Xindi             | China              | 114,60 |      |
| 13   | Émile Nadeau           | Kanada             | 112,83 |      |
| 14   | Pirmin Werner          | Schweiz            | 112,22 |      |
| 15   | Schersod Chaschirbajew | Kasachstan         | 109,74 |      |
| 16   | Maksim Huszik          | Belarus            | 109,74 |      |
| 17   | Lloyd Wallace          | Großbritannien     | 108,41 |      |
| 18   | Pawel Dsik             | Belarus            | 106,20 |      |
| 19   | Lewis Irving           | Kanada             | 103,98 |      |
| 20   | Nicolas Gygax          | Schweiz            | 101,77 |      |
| 21   | Maxim Burow            | ROC                | 95,02  |      |
| 22   | Oleksandr Okipnjuk     | Ukraine            | 92,76  |      |
| 23   | Sun Jiaxu              | China              | 85,40  |      |
| 24   | Dmytro Kotowskyj       | Ukraine            | 73,89  |      |

#### Qualifikation 2
| Rang | Athlet                 | Nation             | 1. Lauf | 2. Lauf | Bester Lauf | Anm. |
| ---- | ---------------------- | ------------------ | ------- | ------- | ----------- | ---- |
| 1    | Oleksandr Okipnjuk     | Ukraine            | 92,76   | 125,00  | 125,00      | Q    |
| 2    | Pirmin Werner          | Schweiz            | 112,22  | 123,45  | 123,45      | Q    |
| 3    | Ilja Burow             | ROC                | 117,65  | 120,36  | 120,36      | Q    |
| 4    | Stanislaw Nikitin      | ROC                | 119,47  | 86,88   | 119,47      | Q    |
| 5    | Justin Schoenefeld     | Vereinigte Staaten | 118,59  | 105,88  | 118,59      | Q    |
| 6    | Stanislau Hladtschanka | Belarus            | 115,49  | 107,69  | 115,49      | Q    |
| 7    | Miha Fontaine          | Kanada             | 115,05  | 107,69  | 115,05      |      |
| 8    | Wang Xindi             | China              | 114,60  | 98,19   | 114,60      |      |
| 9    | Dmytro Kotowskyj       | Ukraine            | 73,89   | 114,03  | 114,03      |      |
| 10   | Maxim Burow            | ROC                | 95,02   | 113,28  | 113,28      |      |
| 11   | Émile Nadeau           | Kanada             | 112,83  | 102,26  | 112,83      |      |
| 12   | Sun Jiaxu              | China              | 85,40   | 110,86  | 110,86      |      |
| 13   | Schersod Chaschirbajew | Kasachstan         | 109,74  | 69,23   | 109,74      |      |
| 14   | Maksim Huszik          | Belarus            | 109,74  | 97,20   | 109,74      |      |
| 15   | Lloyd Wallace          | Großbritannien     | 108,41  | 71,94   | 108,41      |      |
| 16   | Pawel Dsik             | Belarus            | 106,20  | 81,45   | 106,20      |      |
| 17   | Lewis Irving           | Kanada             | 103,98  | 80,99   | 103,98      |      |
| 18   | Nicolas Gygax          | Schweiz            | 101,77  | 103,62  | 103,62      |      |

### Finale
16. Februar, 19:00 Uhr (Ortszeit), 12:00 Uhr (MEZ)
| Rang | Athlet                 | Nation             | Finale 1 | Finale 1 | Finale 1    | Finale 2      |
| Rang | Athlet                 | Nation             | 1. Lauf  | 2. Lauf  | Bester Lauf | Finale 2      |
| ---- | ---------------------- | ------------------ | -------- | -------- | ----------- | ------------- |
| 1    | Qi Guangpu             | China              | 125,22   | 114,48   | 125,22      | 129,00        |
| 2    | Oleksandr Abramenko    | Ukraine            | 123,53   | 113,57   | 123,53      | 116,50        |
| 3    | Ilja Burow             | ROC                | 109,05   | 129,50   | 129,50      | 114,93        |
| 4    | Pirmin Werner          | Schweiz            | 126,24   | 114,93   | 126,24      | 111,50        |
| 5    | Justin Schoenefeld     | Vereinigte Staaten | 120,36   | 123,53   | 123,53      | 106,50        |
| 6    | Christopher Lillis     | Vereinigte Staaten | 125,67   | 122,17   | 125,67      | 103,00        |
| 7    | Jia Zongyang           | China              | 123,45   | 88,69    | 123,45      | ausgeschieden |
| 8    | Noé Roth               | Schweiz            | 122,13   | 110,41   | 122,13      | ausgeschieden |
| 9    | Oleksandr Okipnjuk     | Ukraine            | 91,40    | 122,01   | 122,01      | ausgeschieden |
| 10   | Stanislaw Nikitin      | ROC                | 117,26   | 119,00   | 119,00      | ausgeschieden |
| 11   | Stanislau Hladtschanka | Belarus            | 115,93   | 116,29   | 116,29      | ausgeschieden |
| 12   | Eric Loughran          | Vereinigte Staaten | 111,95   | 90,50    | 111,95      | ausgeschieden |